# 캐머런 워드
캐머런 워드(Cameron Word, 1989년 11월 30일 ~ )는 미국 출신의 대한민국 거주 영어 강사이며 비디오 자키이다. 대한민국 메가스터디 영어 강사 출신이다.

## 주요 이력

### 주요 활약
신장은 194cm이고 체중은 80kg인 그는 캐머론 워드(Cameron Word)라고도 불리었고 이상준(李相俊)이라는 한국어 이름을 사용하고 있기도 하며 그는 아리랑 TV와 EBS 교육방송 등에서 인기 영어 강사로도 이름을 날렸다.

### 학력
- 미국 아칸소 주립 대학교 국제관계학과 학사
- 대한민국 서울 고려대학교 대학원 언어학과 인문과학 석사

## 출연작

### 대한민국 TV 프로그램
- 2017년 아리랑 TV 《FIT in your tour》
- 2017년 아리랑 TV 《Globetrotters》
- 2018년 JTBC 《아이돌 룸》
- 2018년 EBS 《추석 특집 장학 퀴즈》
- 2019년 EBS 《교과서 초등 3학년 영어 스페셜》
- 2019년 EBS 《Fun fun 펀 리딩 jump up!》
- 2020년 tvN 《케이팝 어학당 - 노랫말싸미》 - 고정

### 대한민국 라디오 프로그램
- 2018년 EBS FM 《라디오 모닝 스페셜》
- 2018년 KBS 라디오 《추석 특집 한민족 하나로》
- 2019년 EBS FM 《English Go Go》